# Frauen-Bundesliga 2006-2007
La Frauen-Bundesliga 2006-2007 è stata la 17ª edizione della massima divisione del campionato tedesco femminile di calcio. Il campionato è iniziato il 10 settembre 2006 e si è concluso il 10 giugno 2007. Il 1. FFC Francoforte ha vinto il campionato per la sesta volta nella sua storia sportiva. Capocannoniere del torneo è stata Birgit Prinz, attaccante dell'1. FFC Francoforte, con 28 reti realizzate..

## Stagione

### Novità
Dalla Frauen-Bundesliga 2005-2006 sono stati retrocessi in 2. Frauen-Bundesliga il Sindelfingen e il FSV Francoforte, rispettivamente penultimo e ultimo in classifica, mentre dalla serie cadetta sono stati promossi il Wolfsburg, tornato in massima serie dopo un solo campionato cadetto, vincitore del girone Nord, e il Crailsheim, vincitore del girone Süd e tornato per la terza volta in massima serie.

### Formula
Le 12 squadre si affrontano in un girone all'italiana con partite di andata e ritorno, per un totale di 22 giornate. La squadra prima classificata è dichiarata campione di Germania, mentre le ultime due classificate vengono retrocesse in 2. Frauen-Bundesliga. Le prime due classificate sono ammesse alla UEFA Women's Cup 2007-2008.

## Squadre partecipanti
| Club                | Città                  | Stadio                     | Stagione precedente                   |
| ------------------- | ---------------------- | -------------------------- | ------------------------------------- |
| 1. FFC Francoforte  | Francoforte sul Meno   | Stadion am Brentanobad     | 3º posto in Frauen-Bundesliga         |
| 2001 Duisburg       | Duisburg               | PCC-Stadion                | 2º posto in Frauen-Bundesliga         |
| Amburgo             | Amburgo                | Wolfgang-Meyer-Sportanlage | 5º posto in Frauen-Bundesliga         |
| Bad Neuenahr        | Bad Neuenahr-Ahrweiler | Apollinarisstadion         | 4º posto in Frauen-Bundesliga         |
| Bayern Monaco       | Monaco di Baviera      | Sportpark Aschheim         | 8º posto in Frauen-Bundesliga         |
| Brauweiler Pulheim  | Pulheim                | Sportzentrum Pulheim       | 10º posto in Frauen-Bundesliga        |
| Crailsheim          | Crailsheim             | Schönebürgstadion          | 1º posto in 2. Frauen-Bundesliga Sud  |
| Friburgo            | Friburgo in Brisgovia  | Möslestadion               | 7º posto in Frauen-Bundesliga         |
| Heike Rheine        | Rheine                 | Jahnstadion                | 9º posto in Frauen-Bundesliga         |
| SG Essen-Schönebeck | Essen                  | Sportpark am Hallo         | 6º posto in Frauen-Bundesliga         |
| Turbine Potsdam     | Potsdam                | Karl-Liebknecht-Stadion    | Campione di Germania\|                |
| Wolfsburg           | Wolfsburg              | VfL-Stadion am Elsterweg   | 1º posto in 2. Frauen-Bundesliga Nord |

## Classifica finale
Fonte: sito ufficiale
|  | Pos. | Squadra             | Pt | G  | V  | N | P  | GF | GS  | DR  |
|  | ---- | ------------------- | -- | -- | -- | - | -- | -- | --- | --- |
|  | 1.   | 1. FFC Francoforte  | 60 | 22 | 19 | 3 | 0  | 91 | 17  | +74 |
|  | 2.   | 2001 Duisburg       | 51 | 22 | 16 | 3 | 3  | 76 | 25  | +51 |
|  | 3.   | Turbine Potsdam     | 44 | 22 | 13 | 5 | 4  | 51 | 23  | +28 |
|  | 4.   | Bayern Monaco       | 38 | 22 | 12 | 2 | 8  | 35 | 29  | +6  |
|  | 5.   | Bad Neuenahr        | 33 | 22 | 10 | 3 | 9  | 45 | 45  | 0   |
|  | 6.   | SG Essen-Schönebeck | 32 | 22 | 10 | 2 | 10 | 55 | 42  | +13 |
|  | 7.   | Crailsheim          | 30 | 22 | 9  | 3 | 10 | 33 | 37  | −4  |
|  | 8.   | Wolfsburg           | 27 | 22 | 8  | 3 | 11 | 20 | 49  | −29 |
|  | 9.   | Amburgo             | 26 | 22 | 7  | 5 | 10 | 34 | 34  | 0   |
|  | 10.  | Friburgo            | 25 | 22 | 8  | 1 | 13 | 36 | 57  | −21 |
|  | 11.  | Heike Rheine        | 14 | 22 | 4  | 2 | 16 | 24 | 57  | −33 |
|  | 12.  | Brauweiler Pulheim  | 0  | 22 | 0  | 0 | 22 | 15 | 100 | −85 |

Legenda:
      Campione di Germania e ammessa alla UEFA Women's Cup 2007-2008
      Retrocesse in 2. Frauen-Bundesliga
Note:
Tre punti a vittoria, uno a pareggio, zero a sconfitta.

## Statistiche

### Classifica marcatrici
Fonte: sito ufficiale
| Gol |  |  | Giocatore          | Squadra             |
| --- |  |  | ------------------ | ------------------- |
| 28  |  |  | Birgit Prinz       | 1. FFC Francoforte  |
| 22  |  |  | Inka Grings        | 2001 Duisburg       |
| 21  |  |  | Kerstin Garefrekes | 1. FFC Francoforte  |
| 18  |  |  | Charline Hartmann  | SG Essen-Schönebeck |
| 18  |  |  | Simone Laudehr     | 2001 Duisburg       |
| 17  |  |  | Petra Wimbersky    | 1. FFC Francoforte  |
| 16  |  |  | Shelley Thompson   | Amburgo             |
| 15  |  |  | Nina Aigner        | Bayern Monaco       |
| 14  |  |  | Fatmire Bajramaj   | FCR 2001 Duisburg   |
| 13  |  |  | Lydia Neumann      | Bad Neuenahr        |